# Deuteronomos algeriensis
Deuteronomos algeriensis är en fjärilsart som beskrevs av Louis Beethoven Prout 1929. Deuteronomos algeriensis ingår i släktet Deuteronomos och familjen mätare. Inga underarter finns listade i Catalogue of Life.